# Gouvernement Ould Diay
République islamique de Mauritanie
Ould Bilal III 
Le gouvernement Moctar Ould Diay est le gouvernement de la république islamique de Mauritanie depuis le 6 août 2024. Il succède au troisième gouvernement de Mohamed Ould Bilal à la suite de la réélection du président sortant Mohamed Ould Ghazouani lors de l'élection présidentielle du 29 juin 2024.
Dirigé par le Premier ministre Moctar Ould Diay, il est composé quasi-intégralement de membre du Parti de l'équité (El Insaf), l'Alliance nationale démocratique (AND) et El Islah ayant respectivement un ministre.

## Historique

### Formation
La formation d'un nouveau gouvernement intervient à la suite de la réélection le 29 juin 2024 du président de la République Mohamed Ould Ghazouani. La prestation de serment de ce dernier prend place le 1er août et son Premier ministre Mohamed Ould Bilal lui remet sa démission le lendemain 2 août. Mohamed Ould Ghazouani nomme le jour même par décret son directeur de cabinet Moctar Ould Diay au poste de Premier ministre. Il prend officiellement ses fonctions le 5 août 2024.
Dans la nuit du 6 août 2024, la composition du nouveau gouvernement est annoncé avec 29 ministres dont cinq femmes. Le président Ghazouani tient la première réunion du Conseil des ministres le jour même,. Plusieurs jeunes personnalités sont nommés tel que Mohamed Abdallahi Louly au ministère de la Jeunesse, des Sports et du Service civique et Thiam Tidjani aux Mines et à l'Industrie, confirmant l'intention de Ghazouani de porter son nouveau quinquennat sur la jeunesse comme annoncé lors de sa campagne présidentielle,.

### Changements par rapport au gouvernement précédent
Le nouveau cabinet est marqué par un fort renouvellement des personnalités ainsi que par la fusion et la création de nouveaux ministères. Ainsi dix-huit nouveaux ministres font leur entrée et six du gouvernement précédent changent d'affectation ministérielle. Les ministres aux fonctions régaliennes — la défense, l'intérieur, la justice et les affaires étrangères — sont maintenus,.
L'Alliance nationale démocratique (AND) et El Islah, tous les deux partis membres de la majorité présidentielle, obtiennent un poste de ministre.

## Composition
La composition suivante est celle annoncée lors de la nomination du gouvernement au 6 août 2024,, :
| Titre | Ministre                                   | Parti | Parti    |
| --- | ------------------------------------------ | ----- | -------- |
| Premier ministre | Moctar Ould Diay                           |       | El Insaf |
| Ministres de la présidence de la République                                                                            |                                            |       |          |
| Ministre Secrétaire général de la présidence de la République                                                          | Moulaye Ould Mohamed Laghadf               |       | El Insaf |
| Ministre chargé du Cabinet du président de la République                                                               | Nani Ould Chrougha                         |       | El Insaf |
| Ministre Conseiller de la présidence de la République                                                                  | Mohamed Ould Abdallahi Ethmane             |       | El Insaf |
| Ministre Conseillère à la présidence de la République                                                                  | Aissata Ba Yahya                           |       | El Insaf |
| Ministres du gouvernement                                                                                              |                                            |       |          |
| Ministre chargé du Secrétariat général du gouvernement                                                                 | Moctar Al-Housseinou Lam                   |       | El Insaf |
| Ministre de la Jeunesse, des Sports et du Service civique                                                              | Mohamed Abdallahi Ould Louly               |       | El Insaf |
| Ministre de la Formation professionnelle, de l'Artisanat et des Métiers                                                | Mohamed Maalainine Ould Eyih               |       | El Insaf |
| Ministre de la Justice                                                                                                 | Mohamed Mahmoud Ould Cheikh Abdoullah Boya |       | El Insaf |
| Ministre des Affaires étrangères, de la Coopération et des Mauritaniens de l'étranger                                  | Mohamed Salem Ould Merzoug                 |       | El Insaf |
| Ministre de la Défense et des Affaires des retraités et des Fils de martyrs                                            | Hanena Ould Sidi                           |       | El Insaf |
| Ministre de l'Intérieur, de la Décentralisation et du Développement local                                              | Mohamed Ahmed Ould Mohamed Lemine          |       | El Insaf |
| Ministre des Affaires islamiques et de l'Enseignement originel                                                         | Sidi Yahya Ould Cheikhna Ould Lemrabott    |       | El Insaf |
| Ministre de l'Économie et des Finances                                                                                 | Sid'Ahmed Ould Bouh                        |       | El Insaf |
| Ministre de l'Éducation et de la Réforme de l'enseignement                                                             | Houda Mint Babah                           |       | El Insaf |
| Ministre de l'Enseignement supérieur et de la Recherche scientifique                                                   | Yacoub Ould Moine                          |       | AND      |
| Ministre de la Santé                                                                                                   | Abdallahi Ould Wedih                       |       | El Insaf |
| Ministre de la Fonction publique et du Travail                                                                         | Mohamed Ould Soueidatt                     |       | El Insaf |
| Ministre de la Transformation numérique et de la Modernisation de l'administration                                     | Ahmed Salem Bede Etvagha                   |       | El Insaf |
| Ministre de l'Énergie et du Pétrole                                                                                    | Mohamed Ould Mohamed Malainine Ould Khaled |       | El Insaf |
| Ministre des Mines et de l'Industrie                                                                                   | Thiam Tidjani                              |       | El Insaf |
| Ministre de la Pêche, des Infrastructures maritimes et portuaires                                                      | El Vadil Ould Sidaty Ould Ahmed Louly      |       | El Insaf |
| Ministre de l'Agriculture et de la Souveraineté alimentaire                                                            | Memma Beibatta                             |       | El Insaf |
| Ministre de l'Élevage                                                                                                  | Moctar Ould Gaguih                         |       | El Insaf |
| Ministre des Domaines, des Biens de l'État et de la Réforme foncière                                                   | Moctar Ahmed Bousseif                      |       | El Insaf |
| Ministre du Commerce et du Tourisme                                                                                    | Zeinebou Mint Ahmednah                     |       | El Insaf |
| Ministre de l'Aménagement du territoire, de l'Habitat et de l'Urbanisme                                                | Mamoudou Mamadou Niang                     |       | El Insaf |
| Ministre de l'Équipement et des Transports                                                                             | Ely Ould El Veirik                         |       | El Insaf |
| Ministre de l'Hydraulique et de l'Assainissement                                                                       | Amal Mint Maouloud                         |       | El Insaf |
| Ministre de la Culture, des Arts, de la Communication et des Relations avec le Parlement, Porte-parole du gouvernement | Houssein Ould Medou                        |       | El Insaf |
| Ministre de l'Enfance et de la Famille                                                                                 | Savia Mint N'Tahah                         |       | El Insaf |
| Ministre de l'Environnement et du Développement durable                                                                | Messouda Mint Baham                        |       | El Islah |
| Ministres délégués |                                            |       |          |
| Ministre délégué chargé de la Décentralisation et du Développement local                                               | Yacoub Ould Salem Vall                     |       | El Insaf |
| Ministre délégué chargé du Budget                                                                                      | Codioro Moussa N'Guenore                   |       | El Insaf |